# Questrecques
Questrecques ist eine französische Gemeinde mit 333 Einwohnern (Stand: 1. Januar 2022) im Département Pas-de-Calais in der Region Hauts-de-France (vor 2016 Nord-Pas-de-Calais). Sie gehört zum Arrondissement Boulogne-sur-Mer und zum Kanton Desvres (bis 2015: Kanton Samer). 

## Geographie
Questrecques liegt etwa elf Kilometer südöstlich von Boulogne-sur-Mer. Die Gemeinde gehört zum Regionalen Naturpark Caps et Marais d’Opale.
Umgeben wird Questrecques von den Nachbargemeinden Baincthun im Norden und Nordwesten, Wirwignes im Osten und Nordosten, Wierre-au-Bois im Osten und Südosten, Samer im Süden sowie Carly im Südwesten.

## Bevölkerungsentwicklung
| Jahr                      | 1962 | 1968 | 1975 | 1982 | 1990 | 1999 | 2006 | 2013 |
| Einwohner                 | 203  | 187  | 193  | 181  | 258  | 354  | 352  | 328  |
| Quelle: Cassini und INSEE |      |      |      |      |      |      |      |      |

## Sehenswürdigkeiten
- Kirche Saint-Martin aus dem 15. Jahrhundert
- Herrenhäuser aus dem 16. Jahrhundert

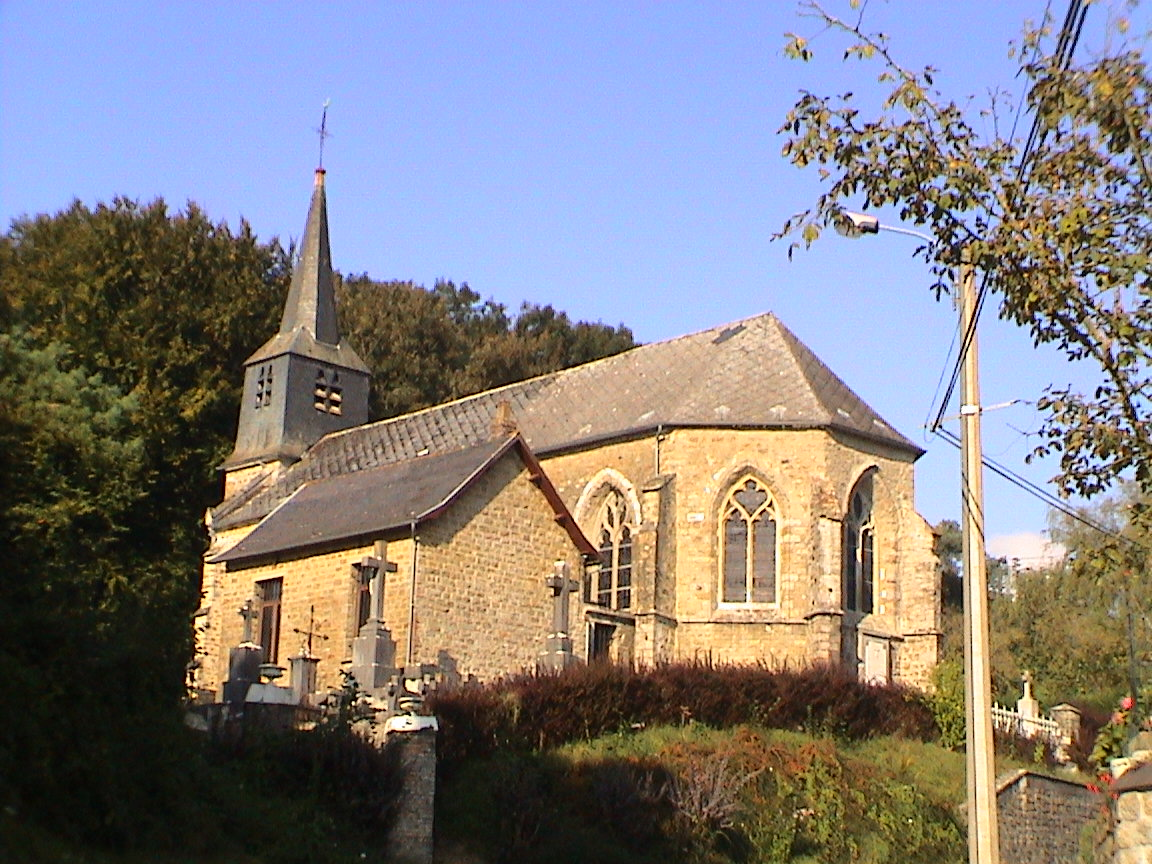
Kirche Saint-Martin